# جون هنري راسيل
جون هنري راسيل (بالإنجليزية: John Henry Russell)‏ هو ضابط أمريكي، ولد في 4 يوليو 1827 في فريدريك في الولايات المتحدة، وتوفي في 1 أبريل 1897 في واشنطن العاصمة في الولايات المتحدة.